# U (Goryeo)
Pour les articles homonymes, voir U.
U, né le 25 juillet 1365 et mort le 31 décembre 1389, est le trente-deuxième roi de la Corée de la dynastie Goryeo. Il a régné d'octobre 1374 à juin 1388.